# Calças

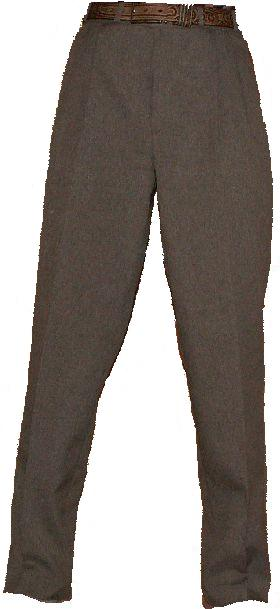
Calças

Designa-se por calças a peça de roupa que cobre as pernas, da linha de cintura até aos pés. Calças que terminam por cima do joelho são designadas bermudas.

## A História

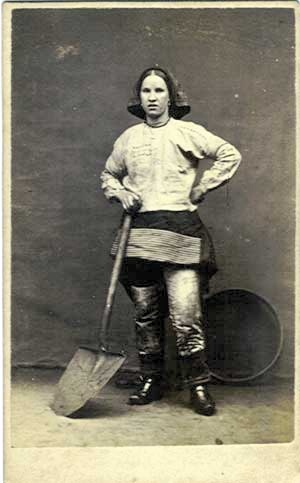
Calças em XIX.

Formula-se a hipótese de que as calças foram inventadas na China há 3400 anos.

### Anos 1970
Na década de 1970 as calças sofreram bastantes alterações, uma vez que eram usadas coladas na altura das coxas e mais soltas na altura das canelas, no homem eram usadas assim como na mulher com o cós alto.
Nesse período surgiram as calças boca de sino, que logo viraram febre no mundo inteiro. Hoje essa peça é conhecida como calça flare e está no guarda roupas das mulheres mais descoladas.

### Anos 1980
Nos anos 1980 as calças vieram com novidades, para as mulheres vieram mais coloridas e soltas, podendo ir somente até a altura do tornozelo, para o homem vieram mais neutras.

### Anos 1990
Na década de 1990 as calças continuaram com as tendências coloridas, porém tanto para o homem quanto para a mulher vieram calças mais despojadas e leves, rasgadas na altura dos joelhos e podendo dar o reflexo da sociedade juvenil da época.